# Monischlösschen

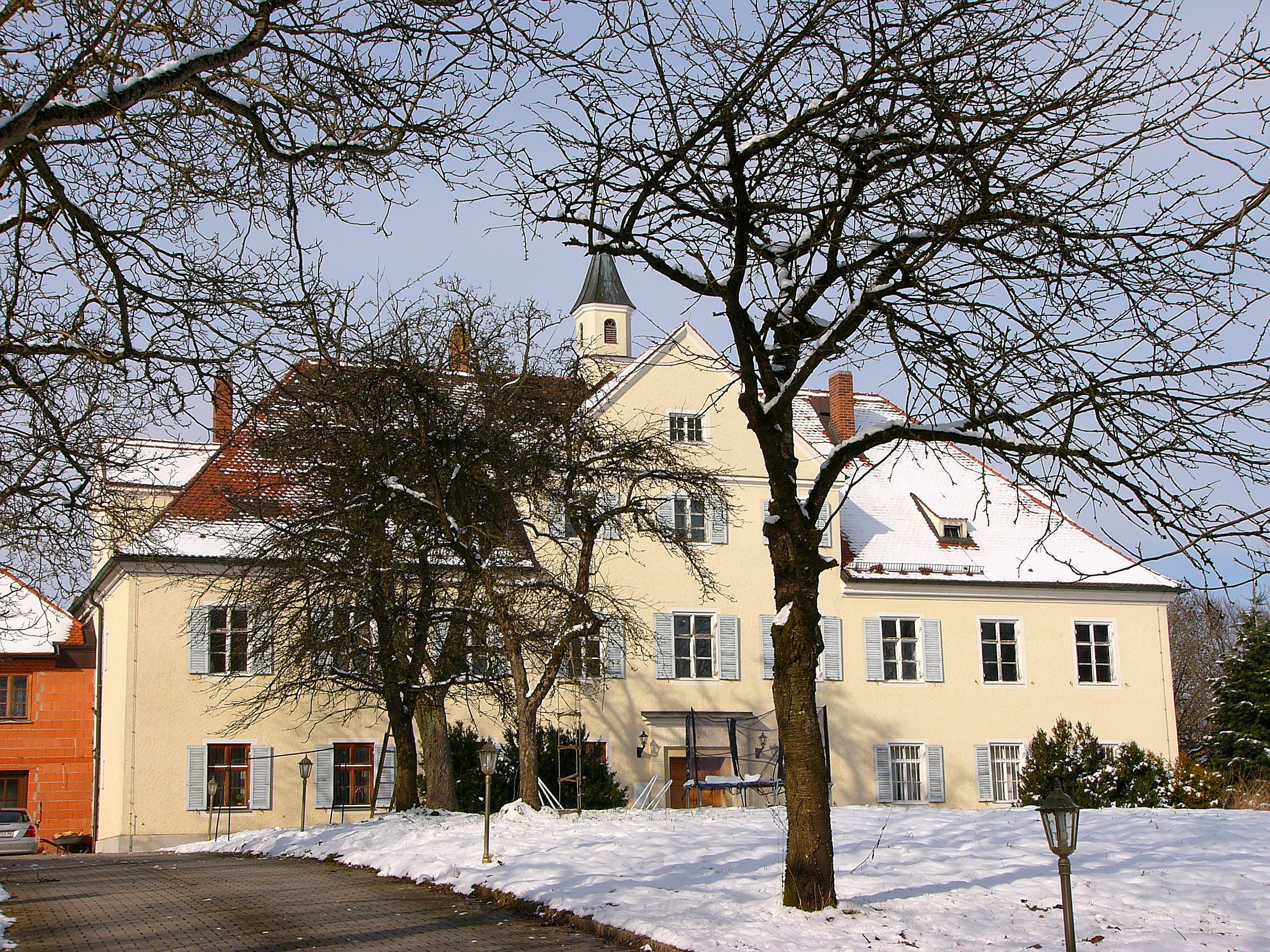
Außenansicht des Monischlösschens

Das Monischlösschen ist ein schlossartiges Anwesen im Stadtteil Moniberg der niederbayerischen Hauptstadt Landshut. Die Anlage ist unter der Aktennummer D-2-61-000-598 als Baudenkmal von Landshut verzeichnet.
Der stattliche Bau mit neun zu vier Fensterachsen, Zwerchhaus und einem achtseitigen Dachreiter wurde 1738 unter dem Landshuter Hofmaurermeister Johann Georg Hirschstötter errichtet. Die ehemalige Schlosskapelle wurde inzwischen profaniert. Im ersten Obergeschoss befindet sich ein aufwendig verzierter Kachelofen mit dem kurfürstlich-bayerischen Wappen, der wohl aus dem 17. Jahrhundert stammt und somit älter ist als das Monischlösschen.
Heute ist das Gebäude in Privatbesitz und kann nicht besichtigt werden.